# Пасквана (Асти)
Пасквана је насеље у Италији у округу Асти, региону Пијемонт.
Према процени из 2011. у насељу је живело 39 становника. Насеље се налази на надморској висини од 260 м.